# Liste des régions NUTS d'Autriche
Cet article présente les divisions de l'Autriche définies par la nomenclature des unités territoriales statistiques.
La nomenclature des unités territoriales statistiques (NUTS) est un code géographique standard permettant de faire référence de manière statistique aux subdivisions des pays d'Europe, développé et régulé par l'Union européenne.

## Généralités

### NUTS
Le code NUTS pour l'Autriche est AT ; la hiérachie y comprend trois niveaux. Le tableau ci-dessous les recense, ainsi que leur correspondance au niveau de l'organisation territoriale du pays.
| Niveau | Subdivisions                                            | Nombre |
| ------ | ------------------------------------------------------- | ------ |
| NUTS 1 | Groupes d'États (Gruppen von Bundesländern)             | 3      |
| NUTS 2 | États (Bundesländer)                                    | 9      |
| NUTS 3 | Groupes de districts (Gruppen von Politischen Bezirken) | 35     |

### Unités administratives locales
En dessous des NUTS, l'Autriche est divisée en deux niveaux d'unités administratives locales (UAL) :
| Niveau | Subdivisions         | Nombre |
| ------ | -------------------- | ------ |
| UAL 1  | (identique à NUTS 3) | 35     |
| UAL 2  | Commune (Gemeinden)  | 2 357  |

## Liste
Le tableau suivant recense la nomenclature NUTS définie pour l'Autriche. Les noms indiqués sont ceux donnés par Eurostat, qui sont en allemand ; les correspondances françaises éventuelles sont précisées.
| NUTS 1                                    | NUTS 1 | NUTS 2                            | NUTS 2 | NUTS 3 | NUTS 3 |
| Nom                                       | Code   | Nom                               | Code   | Nom et districts correspondants                                                                                                | Code   |
| ----------------------------------------- | ------ | --------------------------------- | ------ | --- | ------ |
| Ostösterreich (de) (Autriche de l'Est)    | AT1    | Burgenland                        | AT11   | Mittelburgenland (Burgenland central : Oberpullendorf)                                                                         | AT111  |
| Ostösterreich (de) (Autriche de l'Est)    | AT1    | Burgenland                        | AT11   | Nordburgenland (Burgenland du Nord : Eisenstadt, Rust, Eisenstadt-Umgebung, Mattersburg, Neusiedl am See)                      | AT112  |
| Ostösterreich (de) (Autriche de l'Est)    | AT1    | Burgenland                        | AT11   | Südburgenland (Burgenland du Sud : Güssing, Jennersdorf, Oberwart)                                                             | AT113  |
| Ostösterreich (de) (Autriche de l'Est)    | AT1    | Niederösterreich (Basse-Autriche) | AT12   | Mostviertel-Eisenwurzen (de) (Waidhofen an der Ybbs, Amstetten, Melk, Scheibbs)                                                | AT121  |
| Ostösterreich (de) (Autriche de l'Est)    | AT1    | Niederösterreich (Basse-Autriche) | AT12   | Niederösterreich-Süd (Basse-Autriche du Sud : Wiener Neustadt, Lilienfeld, Neunkirchen, Wiener Neustadt-Land, partie de Baden) | AT122  |
| Ostösterreich (de) (Autriche de l'Est)    | AT1    | Niederösterreich (Basse-Autriche) | AT12   | Sankt Pölten (Sankt Pölten, partie du district de St. Pölten)                                                                  | AT123  |
| Ostösterreich (de) (Autriche de l'Est)    | AT1    | Niederösterreich (Basse-Autriche) | AT12   | Waldviertel (Krems an der Donau, Gmünd, Horn, Krems, Waidhofen an der Thaya, Zwettl)                                           | AT124  |
| Ostösterreich (de) (Autriche de l'Est)    | AT1    | Niederösterreich (Basse-Autriche) | AT12   | Weinviertel (Hollabrunn, partie de Mistelbach et Gänserndorf)                                                                  | AT125  |
| Ostösterreich (de) (Autriche de l'Est)    | AT1    | Niederösterreich (Basse-Autriche) | AT12   | Wiener Umland/Nordteil (Périphérie de Vienne/partie nord : Korneuburg, Tulln, partie de Gänserndorf, Mistelbach et St. Pölten) | AT126  |
| Ostösterreich (de) (Autriche de l'Est)    | AT1    | Niederösterreich (Basse-Autriche) | AT12   | Wiener Umland/Südteil (Périphérie de Vienne/partie sud : Bruck an der Leitha, Mödling, partie de Baden)                        | AT127  |
| Ostösterreich (de) (Autriche de l'Est)    | AT1    | Wien (Vienne)                     | AT13   | Wien (Vienne) | AT130  |
| Südösterreich (de) (Autriche du Sud)      | AT2    | Kärnten (Carinthie)               | AT21   | Klagenfurt-Villach (Klagenfurt am Wörthersee, Villach, Klagenfurt-Land, Villach-Land)                                          | AT211  |
| Südösterreich (de) (Autriche du Sud)      | AT2    | Kärnten (Carinthie)               | AT21   | Oberkärnten (de) (Haute-Carinthie : Feldkirchen, Hermagor, Spittal an der Drau)                                                | AT212  |
| Südösterreich (de) (Autriche du Sud)      | AT2    | Kärnten (Carinthie)               | AT21   | Unterkärnten (de) (Basse-Carinthie : St. Veit an der Glan, Völkermarkt, Wolfsberg)                                             | AT213  |
| Südösterreich (de) (Autriche du Sud)      | AT2    | Steiermark (Styrie)               | AT22   | Graz (Graz, Graz-Umgebung) | AT221  |
| Südösterreich (de) (Autriche du Sud)      | AT2    | Steiermark (Styrie)               | AT22   | Liezen (Liezen) | AT222  |
| Südösterreich (de) (Autriche du Sud)      | AT2    | Steiermark (Styrie)               | AT22   | Östliche Obersteiermark (Haute-Styrie de l'Est : Bruck-Mürzzuschlag, Leoben)                                                   | AT223  |
| Südösterreich (de) (Autriche du Sud)      | AT2    | Steiermark (Styrie)               | AT22   | Oststeiermark (Styrie de l'Est : Hartberg-Fürstenfeld, Südoststeiermark, Weiz)                                                 | AT224  |
| Südösterreich (de) (Autriche du Sud)      | AT2    | Steiermark (Styrie)               | AT22   | West- und Südsteiermark (Styrie de l'Ouest et du Sud : Deutschlandsberg, Leibnitz, Voitsberg)                                  | AT225  |
| Südösterreich (de) (Autriche du Sud)      | AT2    | Steiermark (Styrie)               | AT22   | Westliche Obersteiermark (Haute-Styrie de l'Ouest : Murtal, Murau)                                                             | AT226  |
| Westösterreich (de) (Autriche de l'Ouest) | AT3    | Oberösterreich (Haute-Autriche)   | AT31   | Innviertel (Braunau, Grieskirchen, Ried, Schärding)                                                                            | AT311  |
| Westösterreich (de) (Autriche de l'Ouest) | AT3    | Oberösterreich (Haute-Autriche)   | AT31   | Linz-Wels (Linz, Linz-Land, Wels, Wels-Land, Eferding, partie d'Urfahr-Umgebung)                                               | AT312  |
| Westösterreich (de) (Autriche de l'Ouest) | AT3    | Oberösterreich (Haute-Autriche)   | AT31   | Mühlviertel (Freistadt, Perg, Rohrbach, partie d'Urfahr-Umgebung)                                                              | AT313  |
| Westösterreich (de) (Autriche de l'Ouest) | AT3    | Oberösterreich (Haute-Autriche)   | AT31   | Steyr-Kirchdorf (Steyr, Kirchdorf, Steyr-Land)                                                                                 | AT314  |
| Westösterreich (de) (Autriche de l'Ouest) | AT3    | Oberösterreich (Haute-Autriche)   | AT31   | Traunviertel (Gmunden, Vöcklabruck)                                                                                            | AT315  |
| Westösterreich (de) (Autriche de l'Ouest) | AT3    | Salzburg (Salzbourg)              | AT32   | Lungau (Tamsweg) | AT321  |
| Westösterreich (de) (Autriche de l'Ouest) | AT3    | Salzburg (Salzbourg)              | AT32   | Pinzgau-Ponga (Sankt Johann im Pongau, Zell am See)                                                                            | AT322  |
| Westösterreich (de) (Autriche de l'Ouest) | AT3    | Salzburg (Salzbourg)              | AT32   | Salzburg und Umgebung (Salzbourg et environs : Salzbourg, Salzbourg-Umgebung, Hallein)                                         | AT323  |
| Westösterreich (de) (Autriche de l'Ouest) | AT3    | Tirol (Tyrol)                     | AT33   | Außerfern (Reutte) | AT331  |
| Westösterreich (de) (Autriche de l'Ouest) | AT3    | Tirol (Tyrol)                     | AT33   | Innsbruck (Innsbruck, Innsbruck-Land)                                                                                          | AT332  |
| Westösterreich (de) (Autriche de l'Ouest) | AT3    | Tirol (Tyrol)                     | AT33   | Osttirol (Tyrol de l'Est : Lienz)                                                                                              | AT333  |
| Westösterreich (de) (Autriche de l'Ouest) | AT3    | Tirol (Tyrol)                     | AT33   | Tiroler Oberland (de) (Oberland tyrolien : Imst, Landeck)                                                                      | AT334  |
| Westösterreich (de) (Autriche de l'Ouest) | AT3    | Tirol (Tyrol)                     | AT33   | Tiroler Unterland (de) (Unterland tyrolien : Kitzbühel, Kufstein, Schwaz)                                                      | AT335  |
| Westösterreich (de) (Autriche de l'Ouest) | AT3    | Vorarlberg                        | AT34   | Bludenz-Bregenzer Wald (Bludenz-Forêt de Bregence : Bludenz, partie de Brégence)                                               | AT341  |
| Westösterreich (de) (Autriche de l'Ouest) | AT3    | Vorarlberg                        | AT34   | Rheintal-Bodenseegebiet (Vallée du Rhin-Région du lac de Constance : Dornbirn, Feldkirch, partie de Brégence)                  | AT342  |